# Histoire antique & médiévale
Histoire antique & médiévale était un bimestriel traitant de l'histoire et des civilisations de l'Antiquité et du Moyen Âge. Depuis septembre septembre 2021, la revue s'intitule Dossiers d'histoire.

## Présentation
Du numéro 1 (février/mars 2002) au numéro 42 (mars/avril 2009), la revue s’intitulait Histoire antique. Elle constituait l'équivalent antique de la revue Histoire médiévale, devenue, en 2005, Histoire et images médiévales.
À partir du numéro 49 de septembre/octobre 2017, la revue s'intitule Histoire de l'antiquité à nos jours. Elle traite de sujet historiques variés dans le temps et dans l'espace. Ses contributeurs sont des spécialistes (historiens, archéologues, enseignants).

## Derniers numéros
- Le dossier du numéro de septembre/octobre 2021 porte sur l'histoire de Paris.